# Catharsius heros
Catharsius heros là một loài bọ cánh cứng trong họ Bọ hung (Scarabaeidae).